# Mühlweiher (Fuchstal)
Der Mühlweiher ist ein künstlich angelegtes Stillgewässer mit 5,9 Hektar Wasserfläche auf dem Gebiet der Gemeinde Fuchstal im oberbayerischen Landkreis Landsberg am Lech.

## Geografie
Der Mühlweiher ist der größte und letzte durchflossene See in einer Reihe von Fischweihern in einem kleinen Tal direkt östlich des Ortsteils Welden der Gemeinde Fuchstal. Er ist Teil des Landschaftsschutzgebietes Inschutznahme der Weldner Weiher (Hof-, Kreuz-, Neu- und Mühlweiher) und der angrenzenden Landschaftsteile.

## Abfluss
Der Mühlweiler speist den etwa 17 km langen Wiesbach, einen Zufluss des Lech.